# L'amour toujours (single)
L'amour toujours is een nummer van de Italiaanse dj Gigi D'Agostino uit oktober 2001. Het is de tweede single van zijn gelijknamige tweede studioalbum.
Hoewel de single een Franstalige titel heeft, is de tekst Engelstalig en wordt de titel niet in de tekst genoemd. "L'amour toujours" werd een enorme danshit in geheel Europa, Canada en Brazilië. De single haalde de 6e positie in D'Agostino's thuisland Italië.
In Nederland werd de plaat veel gedraaid op Radio 538, Yorin FM en Radio 3FM en werd een gigantische hit. De plaat bereikte in zowel de Nederlandse Top 40 op Radio 538 als de Mega Top 100 op Radio 3FM de nummer 1-positie. Ook werd het een Dancesmash op Radio 538.
In België bereikte de plaat de 2e positie in de Vlaamse Ultratop 50. In de Vlaamse Radio 2 Top 30 werd géén notering behaald.
In 2018 samplede de Litouwse dj Dynoro het nummer voor zijn hit In My Mind en in 2022 werd het lied gesampled voor Je blik richting mij van de Nederlandse muziekgroep Bankzitters.
De Nederlandse betaaldvoetbalclub Heracles Almelo gebruikt L'amour toujours als goaltune.
Het nummer kwam in 2023 en 2024 negatief in het nieuws toen filmpjes opdoken waarop extreemrechtse Duitse jongeren op de melodie ervan de tekst "Ausländer raus, Ausländer raus, Deutschland den Deutschen, Ausländer raus" ("buitenlanders eruit, buitenlanders eruit, Duitsland voor Duitsers, buitenlanders eruit") zongen. D'Agostino heeft hierop gereageerd dat het nummer hier niets mee te maken heeft maar over universele liefde gaat, waarop het nummer opnieuw een hit werd in Duitsland.

## NPO Radio 2 Top 2000
| Nummer met noteringen in de NPO Radio 2 Top 2000 | '15  | '16  | '17  | '18  | '19  | '20  | '21 | '22  | '23  | '24  |
| ------------------------------------------------ | ---- | ---- | ---- | ---- | ---- | ---- | --- | ---- | ---- | ---- |
| L'amour toujours                                 | 1139 | 1215 | 1065 | 1081 | 1211 | 1070 | 988 | 1004 | 1066 | 1022 |

1. ↑  Een vetgedrukt getal geeft de hoogste notering aan.
2. ↑  2015 was het eerste jaar met een notering voor dit nummer.

## Tiësto versie
In 2015 bracht de Nederlandse dj Tiësto een remix van "L'amour toujours" uit, uitgevoerd door het Canadese dj-duo Dzeko & Torres en ingezongen door zangeres Delaney Jane. Deze versie haalde in een paar Europese landen de hitlijsten. In Nederland haalde het de 2e positie in de Tipparade. De Nederlandse Top 40 op Radio 538 en de Mega Top 50 op NPO 3FM werden niet bereikt. 
In België bereikte deze versie de 37e positie in de Vlaamse Ultratop 50. De Vlaamse Radio 2 Top 30 werd niet bereikt.